# Binární opce
Binární opce představují jeden z několika druhů finančních opcí. Vyznačují se značnou jednoduchostí, protože kupujícímu i prodávajícímu je předem známá maximální výše zisku či případné ztráty. Slovo „binární“ zastupuje skutečnost, že při splatnosti opce kupující buď nedostane nic (ztrátový obchod), nebo dosáhne předem daného zisku.
Binární opce se mohou obchodovat na regulovaných trzích, ale obecně jsou neregulované, obchodují se na internetu a jsou náchylné k podvodům, proto např. americká komise pro cenné papíry a burzy vydala varování investorům ve věci binárních opcí. Podle České národní banky jsou binární opce investičním nástrojem, jejich poskytování je vyhrazeno obchodníkům s cennými papíry a u většiny neprofesionálních zákazníků investování do binárních opcí neodpovídá jejich odborným znalostem a zkušenostem.
V březnu 2018 Evropský orgán pro cenné papíry a trhy rozhodl o zákazu uvádění na trh, distribuce a prodeje binárních opcí retailovým investorům v Evropské unii. Zákaz začal platit jeden měsíc po zveřejnění rozhodnutí.

## Historie
Roku 2007 Securities Exchange Commission schválila binární opce jako veřejně obchodovatelný investiční nástroj. K dispozici široké veřejnosti a malým (retailovým) obchodníkům se však dostaly až v roce 2008 prostřednictvím chicagské (CBOE) a newyorské (AMEX) burzy. Začátky obchodování byly pomalé. K dispozici byly jen call opce, přičemž vyhodnocení obchodu značně trvalo. K aktivům patřily pouze akcie a futures. Až časem přibyly put opce a k aktivům populární měny.
Velký rozmach přinesl rok 2010, kdy začali vznikat brokeři i v Evropě. Problém však byl, že zejména v počátku neměli evropští regulátoři k binárním opcím jasný postoj. Nebyli si jistí, zda je to hra náhody, nebo legální finanční prostředek. Mnoho z evropských brokerů se nejprve soustředilo na Kypru. Země byla v EU, ale měla výhodnější daňové podmínky. Právě odtud pochází i první evropský úřad CySEC, který se rozhodl regulovat obchod s binárními opcemi jako všechny ostatní společnosti umožňující investiční obchodování. Již v roce 2012 rozhodl CySEC, že všichni brokeři binárních opcí musí mít finanční licenci, což se stalo povinnou podmínkou podnikání na Kypru o rok později. Vedlo to k rozdělení brokerů na ty, co získali licenci, zanikli nebo utekli do neregulovaných destinací.
Do té doby a ještě nějaký čas poté byli regulováni brokeři binárních opcí těmi samými úřady, které spravovaly internetová kasina a sázkové kanceláře. Na binární opce bylo shlíženo jako na „hru náhod“, jako na něco, o čem rozhoduje náhoda. To se změnilo v únoru 2015 v Holandsku. Tam tehdy proběhlo soudní řízení o tom, zda binární opce patří pod úřad pro správu finančních trhů, nebo pod úřad pro regulaci hazardu. Výsledek byl jasný, v případě binárních opcí se o „hru náhod“ nejedná. Na binární opce se od té doby nahlíží jako na finanční nástroj. Je nutné samozřejmě upozornit, že v dlouhodobých intervalech se akcie či hodnota měn může určitým způsobem měnit a tuto změnu lze odhadnout, ale v krátkodobých intervalech, v řádech minut, to odhadnout prakticky nelze a pořád je vhodnější mluvit o ruletě.
Přestože jsou v roce 2017 již ve většině evropských zemí binární opce uznávány jako finanční nástroj (v ČR to potvrdila v roce 2015 ČNB), např. ve Velké Británii se kolem příslušné legislativy stále přešlapuje[zdroj⁠?!]. Na vině jsou často i sami brokeři, kteří umožňují svým klientům obchodovat s binárními opcemi, tvoří tedy trh, přičemž z toho sami těží. ???-Úspěch investora stojí brokera peníze, a naopak jeho neúspěchem získává investor. V zájmu brokera je proto být v co nejlepší pozici, což ho v mnoha případech může vést nejen k sepsání výhodných obchodních podmínek, které mají zásadní vliv na obchodování všech jejich klientů.-??? Obchod s binárními opcemi je proto spojen s častými podvody. Výběr brokera je z toho hlediska zásadní.
V prosinci 2017 Evropský orgán pro cenné papíry a trhy oznámil, že jej znepokojují rizika plynoucí z nedostatečné ochrany retailových zákazníků v oblasti poskytování investičních služeb ke spekulativním investičním nástrojům (mj. binární opce). Orgán proto zvažuje možnost přistoupit k tzv. produktovým intervencím, když by se mělo by se jednat o zákaz propagace, nabízení a prodeje binárních opcí retailovým zákazníkům.
V březnu 2018 Evropský orgán pro cenné papíry a trhy rozhodl o zákazu uvádění na trh, distribuce a prodeje binárních opcí retailovým investorům v Evropské unii. Zákaz začne platit jeden měsíc zveřejnění rozhodnutí. Zákaz má platit tři měsíce s možností dalšího prodloužení.

## Obchodování s binárními opcemi

### Výběr brokera v ČR
Protože je trh s binárními opcemi často spojen se značnými podvody, měl by zájemce o investice klást velký důraz na výběr brokera. Jeho stěžejní charakteristika je důvěryhodnost. Jedním z ukazatelů této vlastnosti je licence od ČNB, která umožňuje brokerským společnostem oficiálně fungovat na českém trhu. Vhodné mohou být i recenze či doporučující seznamy brokerů na stránkách, které tyto trhy mapují.
Další, co je třeba si ujasnit před výběrem brokera, jsou obchodní požadavky. Příležitostný obchodník bude hledat něco jiného než obchodník aktivní. Každý bude hledat trochu jiné nástroje a funkce. To samé předpokládají také různé strategie obchodování. Ne každý broker nabízí možnost cvičného obchodování na demo účtu, obvyklé nemusí být ani výukové materiály. Někdy není přítomna ani čeština.

### Obchodování
Kupující binární opce investuje částku, které se říká prémium. Při vypršení platnosti opce (expirace) obdrží nominální hodnotu opce, pokud mu obchod vyšel. Rozdíl mezi těmito dvěma částkami tvoří jeho zisk. Pokud mu obchod nevyšel, nedostane nic a jeho ztrátu činí částka, kterou do opce investoval.
U binárních opcí je nominální hodnota vždy předem dána. Prémium, neboli cena opce, může být také fixní, nebo se pohybuje v závislosti na ceně podkladového aktiva. Pokud je prémium fixní, bývá nominální hodnota vyjádřena procentem zisku z investovaného prémia. Pokud je prémium proměnlivé v závislosti na podkladovém aktivu, bývá nominální cena opce zpravidla vyjádřena pevnou částkou, například 100 dolarů.
Obchod s binární opcí může dopadnout třemi způsoby:
1. In the money – byla splněna podmínka opce a kupující obdrží nominální hodnotu, má zisk
2. Out of the money – nebyla splněna podmínka opce a kupující nedostane nic, jeho ztrátou je tedy zaplacené prémium
3. At the money – pokud kupující spekuloval na to, že cena bude výš nebo níž, a nenastane ani jeden případ, je mu vráceno prémium a obchod končí nulou

## Druhy binárních opcí podle typu

### High/Low (Nahoru/Dolů)
Kupující spekuluje, že cena podkladového aktiva bude při splatnosti opce výš nebo níž než ve chvíli, kdy do opce investoval. Nezáleží o kolik, rozhodující je jen strana.

### Touch/No Touch (Dotkne se/Nedotkne se)
Kupující spekuluje, že cena podkladového aktiva dosáhne, nebo naopak že nedosáhne určité úrovně před splatností opce. Na této úrovni však nemusí zůstat až do expirace - tak získaly svoje příznačné jméno.

### Boundary (Hranice)
Kupující spekuluje, že se cena podkladového aktiva udrží v rámci určitých mezí, nebo naopak že je opustí a bude mimo v momentě splatnosti opce.

### Pairs (Páry)
Kupující spekuluje na relativní cenový vývoj dvou podkladových aktiv. Spekuluje, které ze dvou podkladových aktiv dosáhne lepší výkonnosti v rámci daného časového intervalu do splatnosti opce.

### Ladder (Žebřík)
Kupující spekuluje, že cena podkladového aktiva bude při splatnosti opce výš, nebo níž ceně, kterou sám určí. Podle toho, jaký rozdíl je mezi cenou v čase nákupu a určenou cenou se zvyšuje a nebo snižuje možný zisk. Ten se pohybuje mezi 1 a 500 %.

### KIKO
Jediná binární opce, u níž není stanovena fixní doba trvání. Kupující spekuluje, kterou ze dvou předem stanovených cenových úrovní cena zasáhne dřív. Cílové cenové úrovně jsou stanoveny nad a pod aktuální cenou ve stejné vzdálenosti. Obchod tedy neukončuje vypršení časového limitu, ale zasažení jedné ze dvou cenových úrovní.

## Druhy binárních opcí podle času splatnosti

### Krátkodobé
Krátkodobé opce mívají splatnost desítky sekund, 1, 2, nebo 5 minut a bývají výhradně typu High/Low. Zisk v případě výdělku u těchto opcí se pohybuje mezi 70 a 85 % + prémium.

### Střednědobé
Střednědobé opce mívají splatnost v rámci téhož dne a to od 10 minut až po několik hodin a jejich nabídka čítá všechny druhy binárních opcí. Zisk v případě výdělku se pohybuje mezi 75 a 90 % + prémium.

### Dlouhodobé
Dlouhodobé binární opce mají splatnost několika dnů, týdnů a výjimečně i měsíců. Tyto opce bývají většinou typu High/Low nebo Touch/No Touch. V případě Touch/No Touch opcí se zisk v případě výdělku může dostat až na 500 % + prémium.

## Příklad obchodu s binární opcí
Kupující spekuluje, že kurz měnového páru EUR/USD bude za hodinu výš, než je při vstupu do obchodu. Investuje proto 100 dolarů na Call u High/Low binární opce, která má předem stanovený zisk 80 % (tento zisk se může u různých aktiv, nebo brokerů lišit). Kurz EUR/USD je při splatnosti opce skutečně výš a kupujícímu je tedy vyplaceno zpět prémium opce 100 dolarů a dalších 80 dolarů jako zisk. Pokud by kurz EUR/USD v době splatnosti opce byl nižší, než při vstupu do obchodu, kupující nedostane vyplaceno zpět nic. Pokud je kurz EUR/USD v době expirace shodný s kurzem v době nákupu, kupující dostane vyplaceno zpět prémium 100 dolarů. Obdobným způsobem se obchodují i ostatní druhy binárních opcí.

## Trhy, které je možné obchodovat s binárními opcemi
Podkladová aktiva, na jejichž pohyby lze pomocí binárních opcí spekulovat, jsou četná. Populární jsou forexové binární opce, ale existují také binární opce na akcie, burzovní indexy a komodity.

## Binární opce a daně v České republice
Zisky z obchodování binárních opcí podléhají dani z příjmů. Daní se zisk za kalendářní rok, a to 15% sazbou podle paragrafu § 10 Zákona o daních z příjmů („Ostatní příjmy“).

## Rizika spojená s obchodováním
Binární opce jsou vysoce spekulativní, velmi rizikové a nemusí být vhodné pro všechny investory. Investor může utrpět ztrátu svého investovaného kapitálu nebo jeho části, a proto by neměl spekulovat s kapitálem, jehož ztrátu by si nemohl dovolit.